# Fay-les-Étangs
Fay-les-Étangs is een gemeente in het Franse departement Oise (regio Hauts-de-France) en telt 368 inwoners (1999). De plaats maakt deel uit van het arrondissement Beauvais.

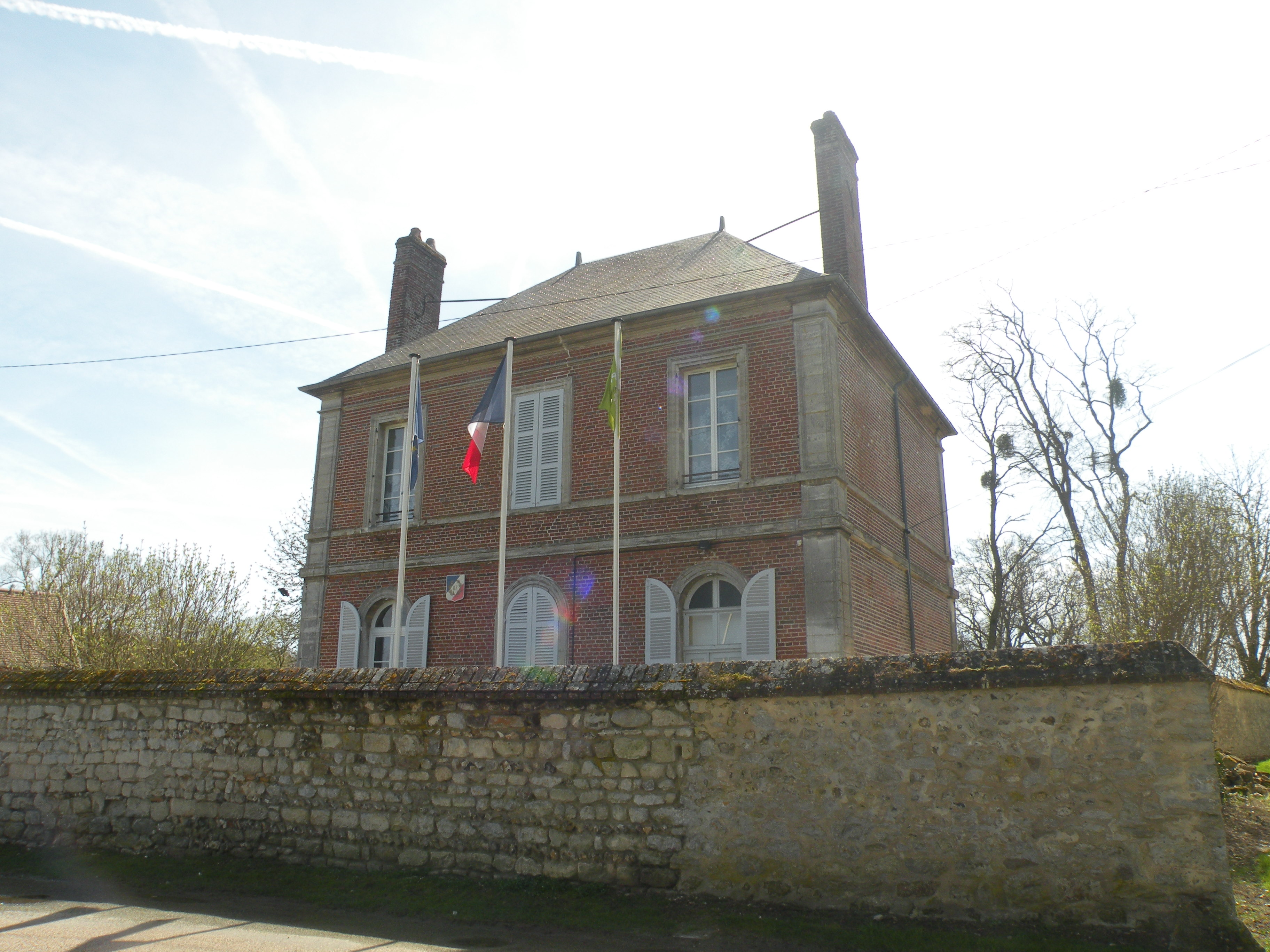
Gemeentehuis
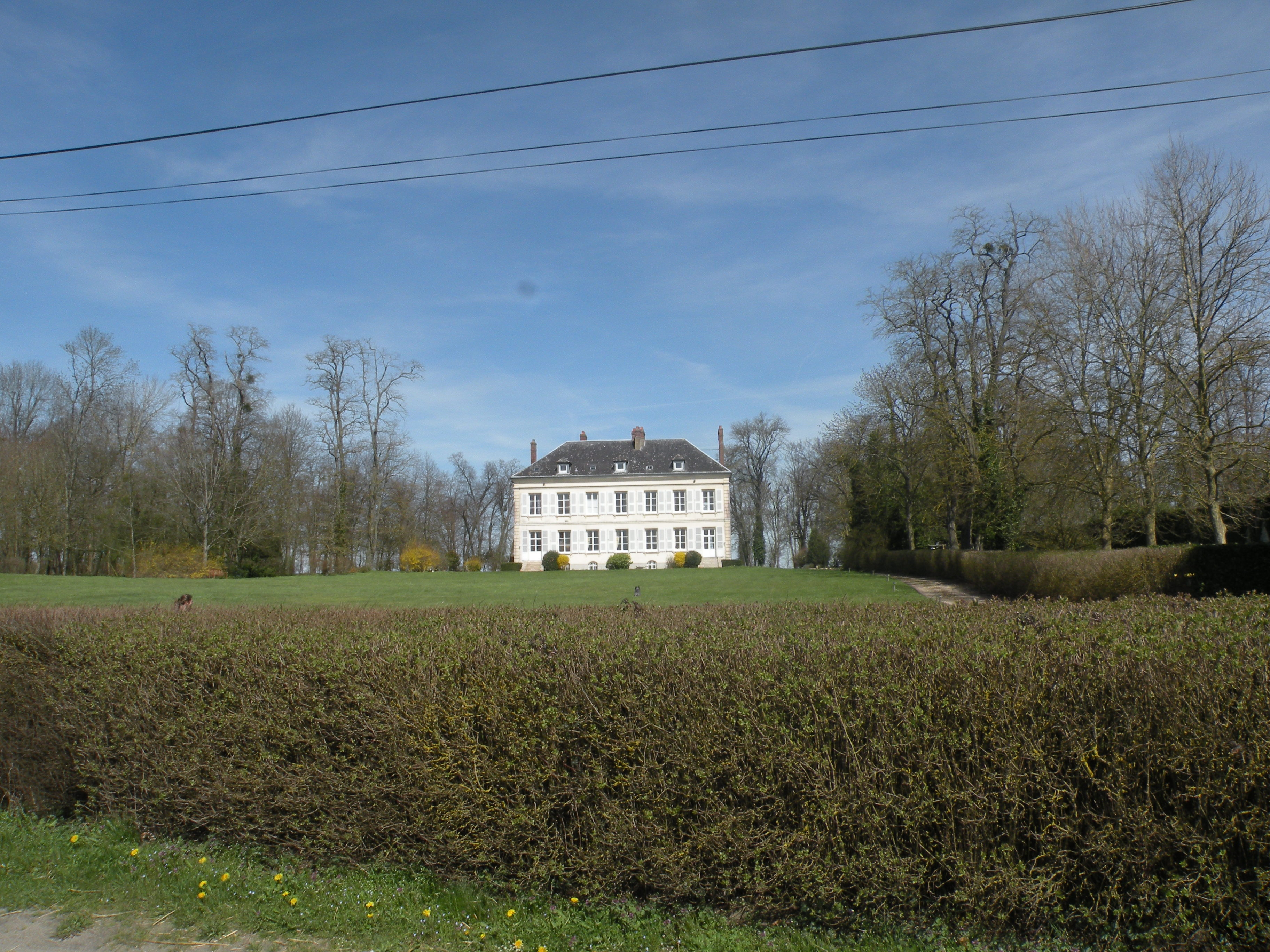
Kasteel van Fay-les-Étangs
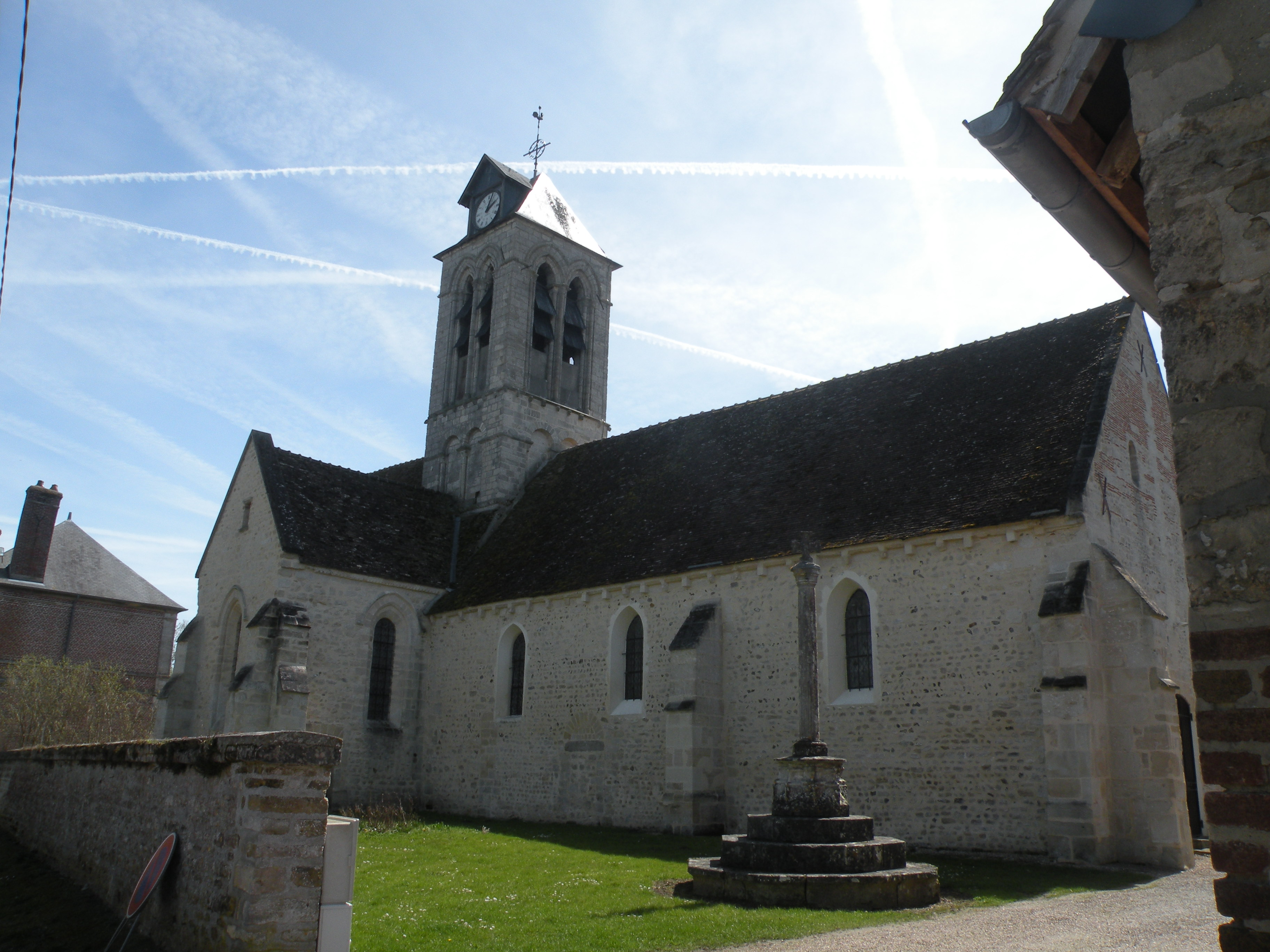
Kerk van Fay-les-Étgangs

## Geografie
De oppervlakte van Fay-les-Étangs bedraagt 8,4 km², de bevolkingsdichtheid is 43,8 inwoners per km².
De onderstaande kaart toont de ligging van Fay-les-Étangs met de belangrijkste infrastructuur en aangrenzende gemeenten.

## Demografie
Onderstaande figuur toont het verloop van het inwonertal (bron: INSEE-tellingen).